# Рыбалко, Павел Семёнович
Па́вел Семёнович Рыба́лко (23 октября [4 ноября] 1894, село Малый Выстороп, Лебединский уезд, Харьковская губерния, Российская империя — 28 августа 1948, Москва, РСФСР, СССР) — советский военачальник, маршал бронетанковых войск. Участник Первой мировой, гражданской, советско-польской и Великой Отечественной войн. Дважды Герой Советского Союза и депутат Верховного Совета СССР 2-го созыва.
Сын рабочего. Во время Первой мировой войны воевал на стороне Российской империи, но после Февральской революции вступил в Красную гвардию, где получил несколько ранений и дослужился до комиссара. Во время японской интервенции в Китай являлся военным советником у Шэн Шицая, который на момент уйгурского восстания занимал прокоммунистическую позицию. Командующий танковыми и общевойсковой армиями в Великой Отечественной войне, командующий бронетанковыми и механизированными войсками Советской Армии.

## Биография

### Ранняя биография
Родился 23 октября (4 ноября) 1894 года в семье рабочего сахарного завода Семёна Филипповича Рыбалко, у которого было семеро детей. Шестеро сыновей, повзрослев, стали пастухами. Павел был третьим сыном в семье; он рос любознательным, поэтому отец отдал его в местную трёхлетнюю церковно-приходскую школу. В 13 лет он окончил школу и стал работать на сахарном заводе учеником токаря, пока не получил травму ног. В 1912 года Рыбалко поехал в Харьков и устроился работать подручным токаря на Харьковском паровозостроительном заводе.
После начала Первой мировой войны был призван в армию в ноябре 1914 года и после обучения отправлен в Галицию. С февраля 1915 года он, в составе 82-й пехотной дивизии, воевал на Юго-Западном фронте. За время службы участвовал в осаде Перемышля и в Брусиловском прорыве. Летом 1916 года Рыбалко получил ранение, и в декабре того же года рядового отозвали с фронта. Сначала он служил помощником мастера в мастерской по ремонту вальцовых мельниц Всероссийского земского союза в городе Збараж, позже работал в Тернополе.

### Участие в гражданской войне
После Февральской революции вернулся домой, где для защиты местного сахарного завода вместе с односельчанами сформировал рабочую дружину. В ноябре того же года, будучи командиром рабочей дружины, увёл её в город Лебедин, где вместе с отрядом вступил в Красную гвардию. В февраля 1918 года Рыбалко был направлен в партизанский отряд Фролова, где был помощником командира, а вскоре, сам стал командиром этого отряда. Сначала Рыбалко занимался партизанской деятельностью против войск гетмана Скоропадского. В августе 1918 года во время боёв с немцами за Янковский сахарный завод попал в плен, и был отправлен в харьковскую тюрьму. В начале января 1919 года в Харьков вступили части Красной армии и Рыбалко был освобождён. После освобождения, Павел Рыбалко вернулся в родной город Лебедин, где был назначен начальником политпросвета в Лебединском уездном комиссариате. В марте 1919 года П. С. Рыбалко вступил в партию и был назначен командиром боевой группы уездной ЧК.
В июне 1919 года Рыбалко стал командиром роты Первого Лебединского пролетарского полка, а в сентябре того же года — командиром этого полка. В боях с армией Деникина под Богодуховым был тяжело ранен и эвакуирован санитарным поездом в Самару. После выздоровления П. С. Рыбалко отправился в расположение Политуправления Туркестанского фронта, где был назначен начальником агитпункта. В октябре 1919 года Рыбалко отозвали в Москву, где его отправили в Башкирию. Он стал членом Башкирского обкома РКП(б) и комиссаром местной продармии. Вскоре его назначили председателем чрезвычайной комиссии по борьбе с тифом в Башкирии. В конце апреля 1920 года его направили в Первую Конную армию для политической работы, а в июне он стал комиссаром 84-го кавалерийского полка 14-й кавалерийской дивизии, затем военкомбригом 1-й бригады 14-й кавалерийской дивизии. После того, как Первая Конная армия завладела Новгород-Волынским, Рыбалко был назначен председателем местного ревкома. В октябре 1920 года П. С. Рыбалко снова вернули в расположение 14-й кавалерийской дивизии под командованием Александра Яковлевича Пархоменко, которая пыталась не дать войскам Врангеля отойти в Крым. Во время этих боёв Рыбалко получил своё третье ранение. После выздоровления его, вместе с Первой Конной армией, направили в состав Северо-Кавказского военного округа, чтобы разбить небольшие партизанские отряды белых, где он получил ещё два ранения.

### Служба с 1922 по 1939 годы
После окончания Гражданской войны Рыбалко остался служить в Краской армии и с августа по сентябрь 1925 года являлся комиссаром 61-го кавалерийского полка 1-й Особой кавалерийской бригады в Москве. В Москве он стал членом Краснопрененского райкома партии, где ему выписали рекомендацию на поступление на Курсы усовершенствования высшего начальствующего состава (КУВНАС) при Военной академии РККА. После окончания курсов Рыбалко направили на станцию Даурия командовать эскадроном 75-го кавалерийского полка 5-й отдельной Кубанской кавалерийской бригады в Сибирском военном округе, где он проходил службу с июля 1926 по октябрь 1927 года. С октября 1927 года по октябрь 1928 года он был командиром дивизиона Отдельной кавалерийской дивизии в Украинском военном округе, а с октября 1928 года по август 1929 года являлся командиром и комиссаром казачьего полка и временным командиром 1-й кавалерийской бригады 2-й кавалерийской дивизии, которая базировалась в городе Староконстантинов.
В августа 1929 года был назначен командир-комиссаром 7-го кавалерийского Черниговского полка Червонного казачества 2-й кавалерийской дивизии, где исполнял свои обязанности по май 1931 года. Во время службы, в 1930 году, закончил обучение на Стрелково-тактических курсах усовершенствования комсостава РККА «Выстрел» им. Коминтерна. В мае 1931 года поступил на кавалерийское отделение общевойскового факультета Военной академии имени М. В. Фрунзе, где часто избирался в партбюро курса и в партийный комитет академии. По окончании академии откомандирован в распоряжение Разведывательного управления Штаба РККА и направлен военным советником в Китай, где находился по декабрь 1935 года в борьбе против уйгурских повстанцев Ма Чжунина в китайской провинции Синьцзян.
После возвращения из Китая и при введении персональных воинских званий в 1935 году аттестован как полковник. В февраля 1936 года Рыбалко был назначен помощником командира 8-й Туркестанской горно-кавалерийской дивизии, которая базировалась в городе Фергана и была подчинена Среднеазиатскому военному округу. В июле 1937 года назначен военным атташе в Польше и вернулся в Советский союз летом 1939 года, но формально исполнял обязанности до октября 1939 года. С апреля по декабрь 1940 года был военным атташе в Китае, затем оставался «в распоряжении Разведывательного управления Генерального Штаба».

### Великая Отечественная война

#### 1942
После возвращения из Китая Рыбалко продолжал находиться «в распоряжении Разведывательного управления Генерального Штаба» до декабря 1941 года. С сентября 1941 года по май 1942 года являлся начальником кафедры тактики Высшей специальной школы Генерального Штаба Красной Армии и одновременно проректором школы по научной работе.
В мае 1942 года, после неоднократно поданных рапортов, назначен заместителем командующего 3-й танковой армии по пехотным войскам, но армейская часть находилась в стадии формирования пока П. С. Рыбалко занимал должность и в боевых действиях не участвовала. 15 июля 1942 года Ставка приняла решение расформировать недавно сформированную 5-ю танковую армию, неудачно действовавшую в Воронежско-Ворошиловградской стратегической оборонительной операции и понёсшую большие потери в личном составе и технике. 23 июля бывший командующий 5-й танковой армии генерал-майор Александр Ильич Лизюков погиб в боевых действия, а 28 июля Ставка приняла решение сохранить управление 5-й танковой армии с частями обеспечения, передав её в расположение 3-й танковой армии. 14 августа 1942 года начальник Генерального штаба генерал-полковник А. М. Василевский отдал приказ о приготовлениях в районе Козельска для выполнения контрудара, а 17 августа части бывшей 5-й танковой армии перебросили в распоряжение 3-й танковой армии, и генерал-майор Рыбалко был назначен командующим вновь формирующиеся армией. После операции 3-я танковая армия, особенно 12-й танковый корпус, понесла тяжёлые потери и 9 сентября 1942 года её вывели в резерв для пополнения в районе западнее Калуги, в лесу на правом берегу Оки. 21 сентября Рыбалко прибыл в Москву, где по поручению Сталина был назначен командиром 3-й танковой армии, и 22 сентября в директиве Ставки П. С. Рыбалко официально стал командармом армии. Решение было обусловлено тем, что после формирования 3-танковой армии, в котором Рыбалко принимал активное участие, она показала неплохие результаты во время боёв, поэтому командовать 5-й танковой армией, вступившей уже 23 сентября в бой, назначили командарма Романенко, а Рыбалко сосредоточился на формировании и укомплектовании, где у него были заметны определённые успехи.
В конце октября 1942 года 3-я танковая армия передислоцировалась в Тульскую область, в Кобылинские леса западнее Плавска. Тут Рыбалко проводил учения по подготовке ведения боевых действий на танках Т-34, марши с последующим выполнением учебно-боевых задач. 21 декабря 1942 года командующему Воронежским фронтом Ф. И. Голикову поставили задачу нанести удар между Воронежем и Кантемировкой, в котором задействовалась 3-я армия. С 22 декабря 1942 года по 5 января 1943 года 3-я танковая армия была переброшена из Кобылинских лесов на железнодорожные станции неподалёку от фронта, понеся при этом потери.

#### 1943

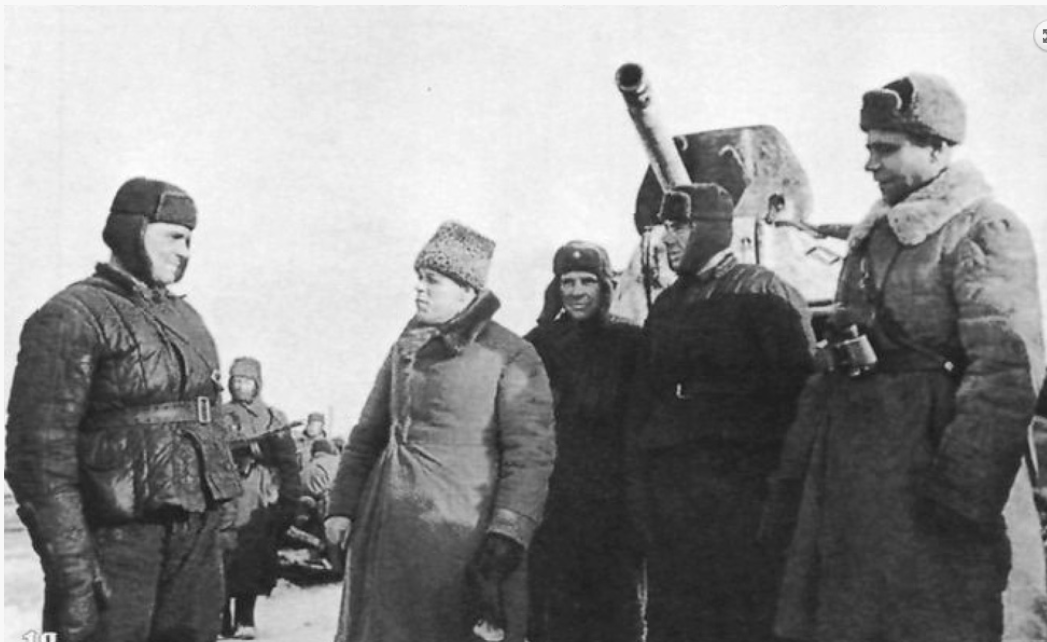
Командующий 3-й армией перед началом Битвы за Харьков

6 января 1943 года для проверки готовности войск в армию прибыли генералы Г. К. Жуков и А. М. Василевский, которые провели совещание по утверждению плана операции. 14 января армия начала наступление в густом тумане, а артиллерия вела огневую обработку переднего края обороны противника. После этого Рыбалко отправил на прорыв 12-й танковый корпус совместно со стрелковыми частями, которые овладели южной окраиной Золотоноши, но из-за долгого подвоза боеприпасов и топлива успех первого дня был ограниченным. С утра 15 января соединения армии начали продвижение в сторону Россоши и заняли западную часть города, а 16 января Россошь была освобождена. Острогожско-Россошанская операция длилась пятнадцать дней и за проведение операции П. С. Рыбалко Президиумом Верховного Совета СССР награждён орденом Суворова I степени, также ему присвоили звание генерал-лейтенант. После завершения операции 3-я танковая армия была выведена на место проведения новой операции в районе Валуйки, Уразово. В ходе операции, по плану, 3-я армия наносила удар в направлении Чугуева и Мерефы, с выходом на Люботин, отрезая отходы на Полтаву. Утром 2 февраля 1943 года войска перешли в наступление. На третий день Харьковской операции немцы задействовали авиацию, нанося 3-й армии ощутимые потери. Бои за Чугуев развернулись 5 февраля и через три дня город был освобождён. В это время 40-я армия освободила Белгород, что открыло путь на Харьков. К 14 февраля у немцев оставался лишь выход по железной дороге Мерефа — Новая Водолага, поэтому части Рыбалко уже 15 февраля подошли к Харькову, а 16 февраля город освободили, окружив обороняющихся. Рыбалко несколько раз попал под бомбардировку немецкой авиации, но смог уцелеть и не получить ранение.
Хоть Харьков освободили, но окружение группировки немецких частей завершить не удалось. 19 февраля 1943 года 12-й танковый корпус освободил Мерефу и командование Воронежским фронтом приказало продолжить операцию без перекомплектования частей. В эти дни противник успел перегруппироваться и перейти в контрнаступление. Прорвав фронт, немцы снова захватили Красноград, Лозовую, развив успех в северо-восточном направлении. 23 февраля 1943 года армии Рыбалко приказали выйти в район Краснограда и овладеть им, но из-за ожесточённого сопротивления противника в первых числах марта 3-я танковая армия перешла в оборону. 4 марта немецкие части начали наступление на Харьков, 7 марта овладели Валками, 9 марта — Люботиным. 14 марта 1943 года командующий Воронежским фронтом отдал приказ оставить Харьков и сосредоточиться на левом берегу реки Северский Донец. В ходе последней операции армия частично попала в окружение, понесла большие потери, особенно в технике, и 16 апреля 1943 года была переименована в 57-ю армию. 14 мая Сталин, после диалога с Рыбалко, отдаёт распоряжение восстановить 3-ю танковую армию, уже как гвардейскую, и приказом Ставки от того же числа № 46174 генерал-лейтенант Рыбалко назначен командующим 3-й гвардейской танковой армией. Также 3-я танковая армия выводилась из состава Юго-Западного фронта в резерв ставки на доукомплектование, в Кобылинские леса. До лета 1943 года П. С. Рыбалко изучал и на учениях старался исправить ошибки в управлении войсками 3-й армии.
5 июля 1943 года началось сражение на Курской дуге, уже 12 июля войска Брянского фронта перешли в контрнаступление, а Центрального — 15 июля. Возникла необходимость в резервах и 14 июля в состав Брянского фронта перевели 3-ю гвардейскую танковую армию. К вечеру 16 июля армия сосредоточилась в районе Новосиль, в 15 километрах от линии фронта. 18 июля армия перешла в наступление, её целями являлись населённые пункты Бртково, Становой Колодезь, Кромы и переправа через реку Рыбница. Несмотря на упорное сопротивление, армия смогла прорвать оборонительные укрепления 19 июля и освободить 30 населённых пунктов. Командующий Брянским фронтом М. М. Попов поручил армии с утра 20 июля нанести удар в сторону города Мценск. Уже к исходу дня немцы оставили Мценск из-за угрозы окружения. Во время операции на машину Рыбалко совершили налёт, убив водителя, тяжело ранив адъютанта, но сам Рыбалко остался цел. 22 июля было освобождено Собакино, и Рокоссовский приказал прорвать оборону противника на реке Малая Рыбница. Форсировав эту реку, 3-я армия снова упёрлась в очередную реку 13 августа 1943 года и наступление остановилось. За руководство боевыми действия П. С. Рыбалко был удостоен ордена Кутузова I степени.
После разгрома гитлеровский войск 3-я танковая армия была выведена из состава фронта в резерв и передислоцирована в район западнее Курска. Во время пополнения Рыбалко созвал конференцию механиков-водителей для улучшения боеспособности армии. 6 сентября 1943 года армия начала марш в сторону города Ромны, чтобы принять участие в сражении за Днепр. Уже 20 сентября армия развила стремительный темп наступления и к исходу 21 сентября передовые части вышли к Днепру. В ночь на 22 сентября первые подразделения начали форсировать реку, используя подручные средства, создав при этом Букринский плацдарм. Узнав о форсировании, немцы перебросили резервные части, но уничтожить плацдарм противник не смог. 14 октября, при содействии Рыбалко, на этом месте был построен первый мост, по которому активно передвигались разные части Воронежского фронта. Войска этого фронта, который с 20 октября 1943 года стал называться 1-м Украинским, дважды пытались овладеть Киевом, но безрезультатно. С 25 октября по 1 ноября 1943 года Рыбалко, по приказу, незаметно маршем переправил свою армию на Лютежский плацдарм. По приказу Рыбалко были оборудованы ложные цели, макеты. Уже 4 ноября Ватутин ввёл армию Рыбалко в сражение, а 6 ноября Киев был освобождён. За успешное форсирование Днепра (Битва за Днепр), умелое руководство армией в битве под Курском и Киевской наступательной операции 17 ноября 1943 года Павлу Семёновичу Рыбалко присвоено звание Героя Советского Союза с вручением ордена Ленина и медали «Золотая Звезда».
До 24 декабря 1943 года 3-я гвардейская армия оставалась на фронте, защищая Киевский стратегический плацдарм от ликвидации противником. Чтобы этого не допустить, П. С. Рыбалко, во время начала Житомирско-Бердичевской наступательной операции, ввёл армию для развития успеха. 28 декабря войска форсировали реку Тетерев, а затем овладели Коростышевом. Уже 31 декабря 1943 года Житомир был освобождён, а Рыбалко на следующий день получил звание генерал-полковника.

#### 1944
Тем временем в районе Винницы немецкое командование сосредоточило крупную группировку, и Рыбалко, вместе с армией, перебросили в район Шепетовки, чтобы окружить немецкие войска. После кровопролитных боёв, 11 февраля 1944 года Шепетовка была освобождена и армия была выведена в тыл, в район города Полонное. 21 февраля 1944 года П. С. Рыбалко прибыл на танкодром, чтобы поучаствовать в испытаниях нового танка ИС-2. Испытаниями командарм остался доволен, и вскоре новый танк поступил на вооружение 3-й гвардейской танковой армии. В конце декабря маршал Жуков начал готовить новую наступательную операцию, поэтому Рыбалко получил рекомендации от командующего фронтом о подготовительном этапе 3-й армии. Уже 4 марта 1944 года войска перешли в наступление и в первый день были освобождены Изяслав, Шумск, Ямполь, Острополь. За успешные наступательные действия 5 марта П. С. Рыбалко получил благодарность от Верховного Главнокомандующего. 7 марта 1944 года неподалёку от Проскурова разгорелось сражение за дорогу, ведущую в Тернополь. Упорные бои продолжались до 25 марта, пока войска армии Рыбалко не овладели городом и дорогой. 11 апреля войска 3-й армии направили в Тернополь для ликвидации окружённой немецкой группировки. Павел Рыбалко во время этого сражения часто выезжал в войска, проверял их боеготовность перед боем. Уже 15 апреля Тернополь освободили, и 17 апреля 1944 года армия была выведена в тыл.
Три месяца армия находилась в резерве Ставки, где во время доукомплектования часто проходили Военные советы, которые нужны были для разбора взаимодействия с частями 3-й армии. В начале мая 1944 года командование 1-м Украинским фронтом изменилось, вместо Жукова был назначен маршал Конев. 11 июля он побывал в расположение 3-й гвардейской танковой армии и провёл занятия по управлению подразделениями в будущей операции. 13 июля 1944 года началась Львовско-Сандомирская операция, где советские войска быстро прорвали оборону противника в районе Колтова, пробив при этом узкий «колтовский коридор», создав угрозу окружения немецких частей под Бродами. 17 июля армия перерезала железную дорогу Броды-Львов и начала наступление на областной центр. Рыбалко, вместе с армией, совершил 120-километровый марш в обход Яновского леса и начал наступление на Перемышль. За два дня город был освобождён и началось окружение Львова с двух сторон фронта. Утром 27 июля Львов освободили части 3-й армии и Ставка приказала продолжить наступление в сторону Вислы, форсировать реку и занять плацдармы. 31 июля войска овладели городом Жешувом и до конца августа войска Рыбалко вели оборонительные бои. 30 августа 1944 года армия переведена в тыл Ставки и находилась на доукомплектовании четыре месяца.

#### 1945
В первых числах января 1945 года началась подготовка войск 1-го Украинского фронта к Висло-Одерской операции. Для 3-й танковой армии отвели район севернее Сташува. На основе директивы фронта штаб армии разработал план наступления на своём направлении. Утром 12 января 1945 года части армии прорвали оборону в районе Шидлув, Хмельник, Радомско, Бреслау. На второй день операции была форсирована река Ниду, а 16 января был освобождён город Ченстохов. После стремительного прорыва фронта, командующий фронтом приказал изменить направление наступления, повернув армию с севера на юг, в обход Силезии. 23 января армия овладела городом Оппельн, что на берегу Одера. Форсировав Одер, войска Рыбалко остановились, немцам удалось сдержать натиск до февраля 1945 года. В начале февраля войска 3-й армии совершили 250-километровый марш в район Штайнау, что севернее Бреслау, для начала новой операции. После взятия города Бунцлау, командующий фронтом снова повернул армию в сторону Бреслау, чтобы завершить обхват группировки противника. После взятия Бреслау, войска Рыбалко предприняли попытку форсировать реку Нейсе, но понесли значительные потери и отступили. Второй медали «Золотая Звезда» Рыбалко удостоен 6 апреля 1945 года за боевые отличия войск под его командованием на завершающем этапе войны и проявленный личный героизм.
Задолго до начала Берлинской операции Рыбалко изучал карты города, но уверенности в том, что 3-я танковая армия будет участвовать в штурме, не было. Часто выступал на партийных собраниях, призывал коммунистов показать образцы доблести и геройства. 16 апреля 1945 года началось наступление в районе реки Нейсе, форсировав водную преграду в районе Дамсдорфа, части продолжили наступление в сторону реки Шпрее, которая являлась последней крупной преградой перед Берлином. В ночь 18 апреля Рыбалко получил директиву о форсировании реки Шпрее и наступлении на западные окраины Берлина. Уже 22 апреля 3-я гвардейская танковая армия взяла город Цоссен, где находился немецкий генеральный штаб, а 24 апреля войска взяли Тельтов-канал, начав штурм Берлина с южных окраин. Рыбалко принял активное участие в управлении подразделениями, огласив ошибки, которые допускали офицеры и нижние чины. 3 мая 1945 года Павел Семёнович Рыбалко поехал и осмотрел развалины Рейхстага и после этого армию, которая понесла тяжёлые потери во время штурма Берлина, перебросили под Дрезден.
Уже 5 мая 3-я гвардейская танковая армия, совершив марш к пригородам Дрездена, начала обходить Прагу в предгорье Рудных гор. 6 мая 1945 года Рыбалко приказал перерезать дорогу Дрезден-Лейпциг, взяв город Мейсен. Когда приказ был исполнен, П. С. Рыбалко решил создать армейский передовой отряд, возложив на него задачу оторваться от остальных частей армии, так как наступление застопорилось из-за упорного сопротивления немецких частей, и помочь восставшим в Праге. Передовой отряд на большой скорости смог перейти линию фронта и к вечеру 7 мая захватил перевал в районе Хермсдорфа, а 8 мая пал Дрезден и войска Рыбалко окончательно прорвались в Чехословакию, освободив Теплице-Шанова. Уже 9 мая 1945 года, после подписания немцами капитуляции, части 3-й армии въехали в Прагу и к 10 часам дня освободили город. 11 мая войска фельдмаршала Шёрнера капитулировали и война для Рыбалко окончилась.

… такой генерал-танкист был для нас на войне исключительно дорог. И не случайно 3-я гвардейская танковая армия являлась передовой армией, подававшая своими действиями пример того, как много можно получить от наших танковых объединений в условиях большой манёвренной войны, если правильно и дальновидно управлять ими…

…Павел Семёнович Рыбалко был человеком, на которого я полагался всецело. Когда речь шла о нём, то я знал, что там, где я как командующий фронтом не всё предусмотрел, предусмотрит он.— Дважды Герой Советского Союза Маршал Советского Союза Конев И. С. Записки командующего фронтом 1943—1945. — 3-е изд. — М.: Воениздат, 1982. — С. 362, 363.

### После войны

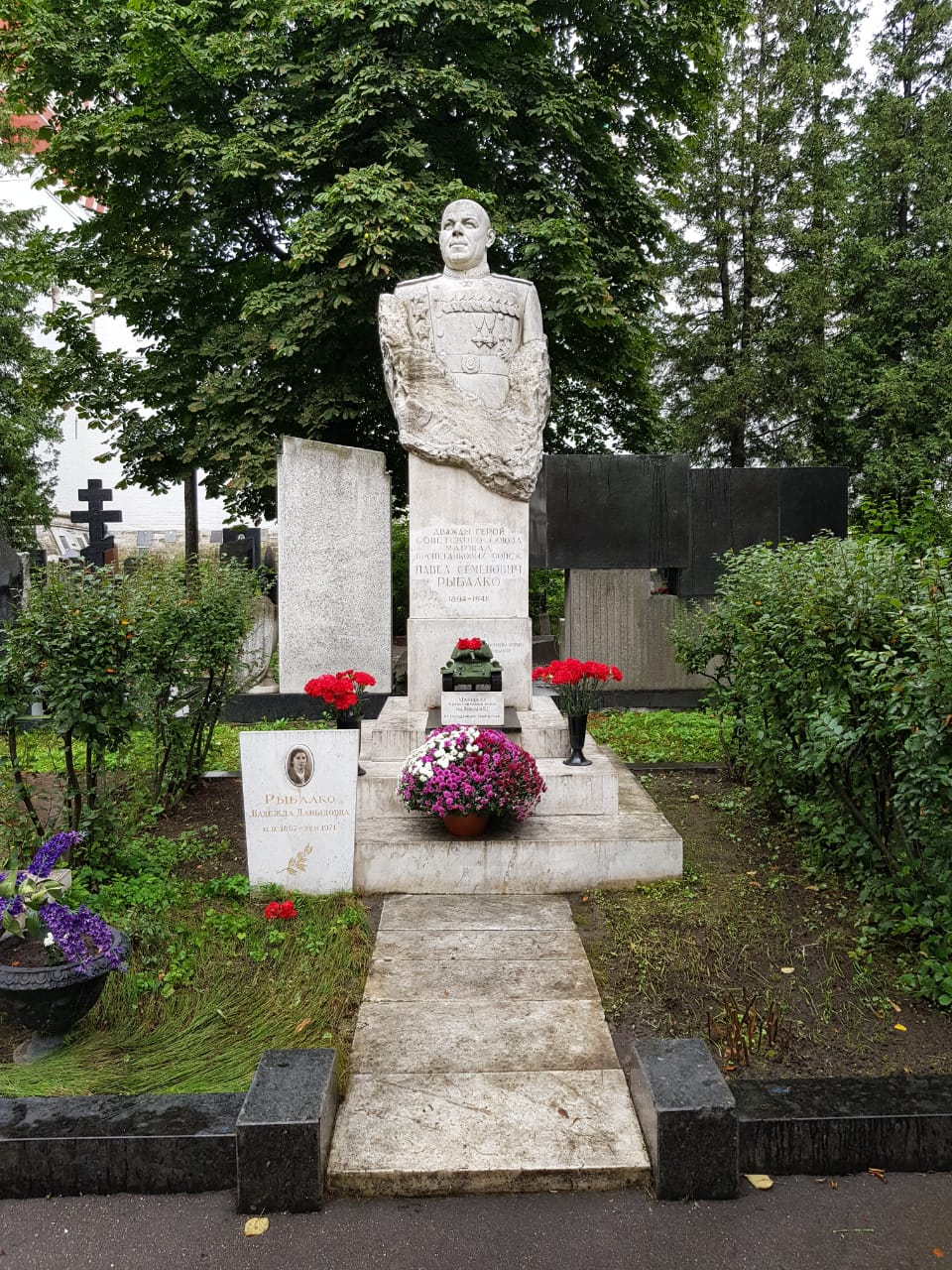
Могила П. С. Рыбалко на Новодевичьем кладбище

После окончания Пражской операции, за успешное введение боевых действий, командарм Рыбалко дал утомлённым войскам 3-й армии шестидневный отдых в пригородах Праги. 28 мая 1945 года в честь трёхлетия 3-й гвардейской танковой армии командующий назначил военный парад в столице Чехословакии, а 1 июня 1945 года Павлу Семёновичу Рыбалко было присвоено воинское звание маршала бронетанковых войск. Уже в июне 1945 года П. С. Рыбалко предложил идею организовать первое общее военное кладбище на территории Чехословакии и его идея была поддержана чехословацким правительством. На параде в Москве Рыбалко командовал сводным батальоном от 3-й армии. После торжественных мероприятий продолжил командовать 3-й гвардейской танковой армией, которая вошла в состав Группы советских войск в Германии и во второй половине 1945 года была переформирована в 3-ю гвардейскую механизированную армию. В конце декабря 1945 года началась подготовка к выборам в Верховный Совет СССР и в январе 1946 года закончилась подготовка избирательного участка 666, где Рыбалко официально выдвинул свою кандидатуру. 10 февраля 1946 года он был избран депутатом Верховного Совета СССР второго созыва по 666 особому избирательному округу (Центральная группа войск СССР). Когда Павел Семёнович вернулся с сессии, его назначили первым заместителем командующего бронетанковыми и механизированными войсками Советской Армии, а в апреля 1947 года он стал командующим бронетанковыми и механизированными войсками Советской Армии.

… Дольше всех командовал танковой армией Павел Семенович Рыбалко. Это был очень эрудированный, волевой человек. В первые послевоенные годы на его долю выпала честь возглавить все наши бронетанковые войска. Он вложил много труда и энергии в их реорганизацию и перевооружение.— Генерал армии С. М. Штеменко. Генеральный штаб в годы войны: (Военные мемуары). — М.: Воениздат, 1968. — С. 408.
Перед кончиной маршал страдал от болезни почек, что замечали многие сослуживцы, так как Рыбалко сильно исхудал и его кожа пожелтела. Павел Семёнович Рыбалко скончался 28 августа 1948 года от продолжительной болезни. На его могиле на Новодевичьем кладбище сооружён памятник.

## Личная жизнь
В 1920 году в Башкирии встретил сестру милосердия Денисову Надежду Давыдовну (1897—1971), вскоре женился на ней. У Рыбалко был единственный сын — лейтенант Рыбалко Вилен Павлович, который погиб летом 1942 года в бою на Юго-Западном фронте.

## Воинские звания
- 1935 — полковник[38];
- 20 февраля 1940 — комбриг[39];
- 4 июня 1940 — генерал-майор[40];
- 18 января 1943 — генерал-лейтенант танковых войск[20];
- 30 декабря 1943 — генерал-полковник танковых войск[26];
- 1 июня 1945 — маршал бронетанковых войск[41].

## Награды

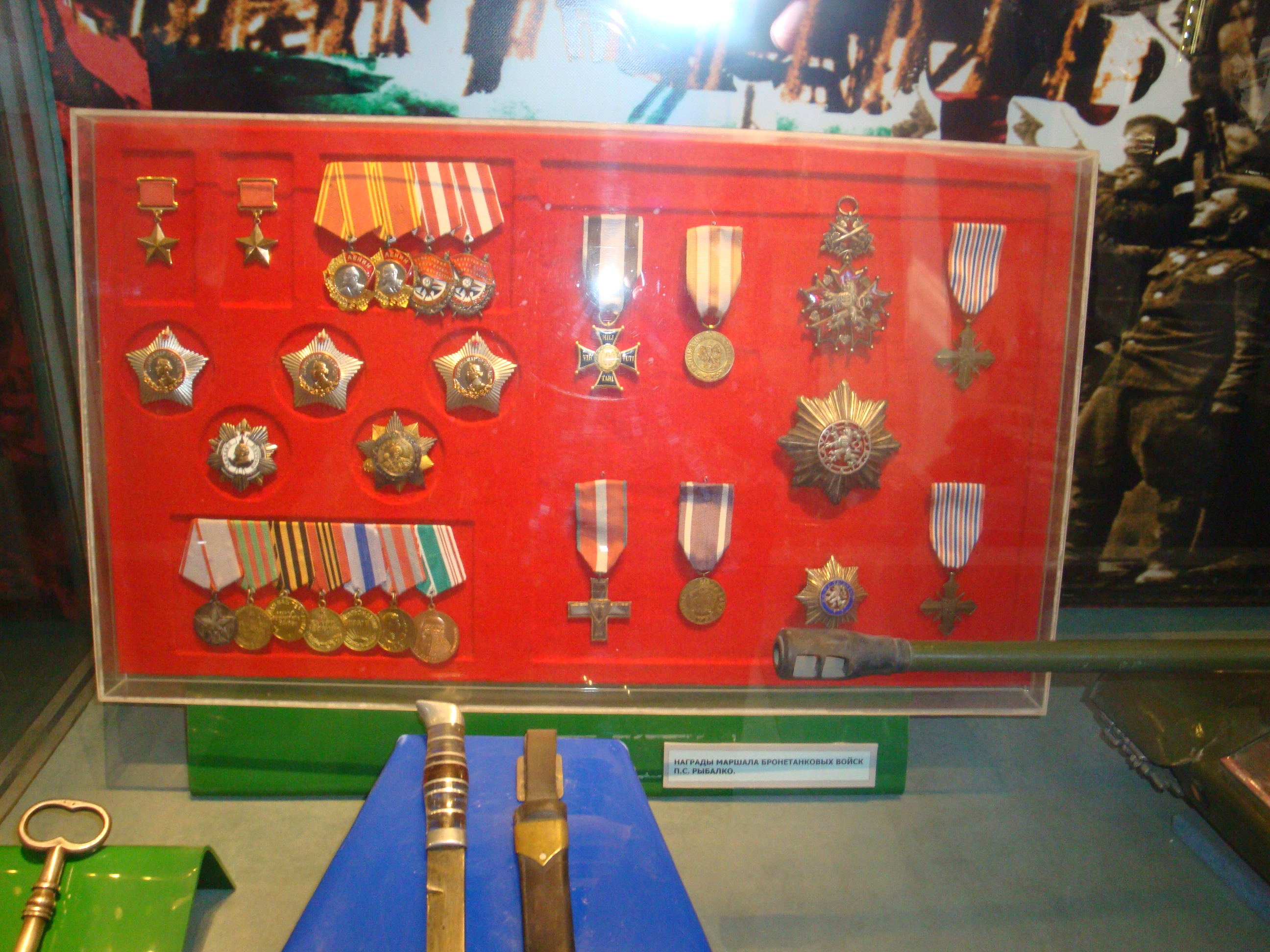
Награды Рыбалко в Центральном музее Вооружённых сил в Москве

- медаль «Золотая Звезда» Героя Советского Союза — 17 ноября 1943[37];
- медаль «Золотая Звезда» Героя Советского Союза — 06 апреля 1945[42];
- два ордена Ленина (17.11.1943, 21.02.1945)[42];
- три ордена Красного Знамени (1921, 3.11.1944, 1948)[42];
- три ордена Суворова 1-й степени (28.01.1943, 25.08.1944, 29.05.1945)[42];
- орден Кутузова 1-й степени (27.08.1943)[42];
- орден Богдана Хмельницкого 1-й степени (29.05.1944)[42];
- медаль «За оборону Москвы»[43];
- медаль «За победу над Германией в Великой Отечественной войне 1941-1945 гг.»[43];
- медаль «За взятие Берлина»[43];
- медаль «За освобождение Праги»[43];
- медаль «XX лет Рабоче-Крестьянской Красной Армии»[43];
- медаль «30 лет Советской Армии и Флота»[43];
- медаль «В память 800-летия Москвы»[43].

Награды иностранных государств:
- кавалер ордена «Virtuti Militari» (ПНР)[42];
- кавалер ордена «Крест Грюнвальда» (ПНР)[42];
- медаль «За Одру, Нису и Балтику» (ПНР)[43];
- медаль «Победы и Свободы» (ПНР)[43];
- орден Белого льва 1-й степени (Чехословакия, 06.06.1945)[44];
- орден Белого льва «За Победу» 2-й степени (Чехословакия)[42];
- два военных креста 1939 года (Чехословакия, 22.12.1943)[43].

## Память

Мемориальная стела в честь П. С. Рыбалко на улице его имени в Москве

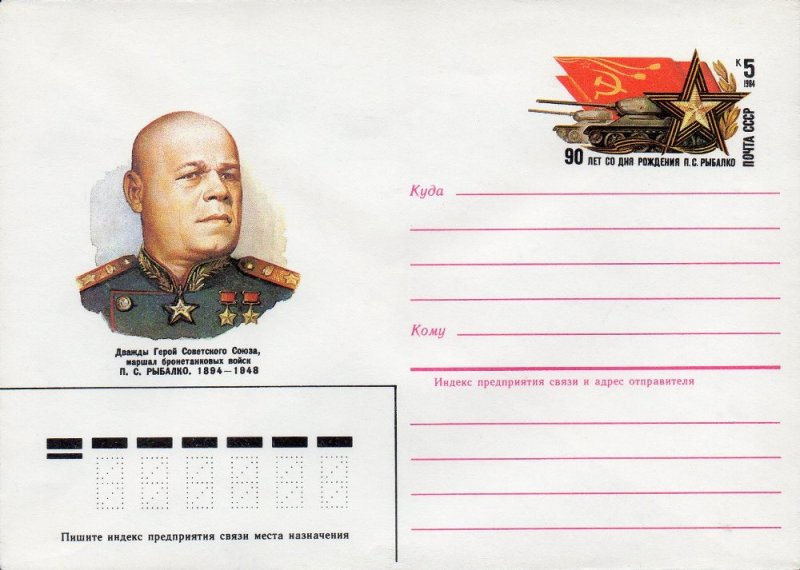
Художественный маркированный конверт СССР с оригинальной маркой, посвящённый 90-летию со дня рождения П. С. Рыбалко

- Памятник в Москве на могиле на Новодевичьем кладбище. Там же установлен жестяной Т-34-85 с посвящением «от гвардейцев-танкистов»[45].
- Памятник в Киеве в Аносовском саду[46], демонтирован в декабре 2024 года[47], решение о сносе принял городской совет Киева в июне 2024 года[48].
- Мемориальная стела на улице Рыбалко в Москве[49].
- Бюсты дважды Героя Советского Союза П. С. Рыбалко установлены в селе Малый Выстороп в Сумской области, на родине маршала, и в Пражском пантеоне[50].
- В 2013 году сооружён памятник в полный рост в городе Россошь, который в 1943 году был освобождён войсками под его командованием в результате Острогожско-Россошанской операции[51].
- Памятная доска в Стерлитамаке на фасаде здания Отдела внутренних дел по Стерлитамакскому району Башкортостана[52].
- Улицы имени Маршала Рыбалко есть в Волгограде, Конотопе, Москве, Минске, Перми, Харькове, Липецке, Киеве, Черновцах, Новограде-Волынском, Полонном Хмельницкой области, (в самом Хмельницком улица маршала Рыбалко в 2016 году была переименована в улицу Степана Бандеры) и Зеленодольске Днепропетровской области, в Праге. Также существовала улица Рыбалко во Львове, где была установлена мемориальная доска. В 2001 году переименована в улицу Симона Петлюры, мемориальная доска демонтирована. В Житомире распоряжением городского головы Сухомлина С. И. от 19.02.2016 № 112 переименована в улицу Тараса Бульбы-Боровца[53][45].
- Круизный теплоход Министерства Водного транспорта Украины «Маршал Рыбалко» (переименован в 2004 в «Звезда Днепра»)[54].
- До 1992 года Ташкентское высшее танковое командное ордена Ленина училище носило имя дважды Героя Советского Союза маршала бронетанковых войск П. С. Рыбалко[55].
- В 1984 году Министерство связи СССР выпустило художественный маркированный конверт с оригинальной маркой, посвящённый 90-летию со дня рождения П. С. Рыбалко[56].

### Кинематограф
- В 1968 чешские кинематографисты сняли фильм Марафон, в котором образ полководца воплотил Карел Хёгер[57].
- 1970 — киноэпопея «Освобождение» — роль маршала Рыбалко исполнил Дмитрий Франько[58].
- 1972 — чехословацкий фильм «Освобождение Праги» — роль маршала Рыбалко исполнил Дмитрий Франько[59].
- 1985 — художественный фильм «Контрудар» — роль маршала Рыбалко исполнил Всеволод Платов[60].
- 2012 — телесериал «Жуков» — роль маршала Рыбалко исполнил Юрий Цурило[61].

### Комментарии
1. ↑  Биографические сведения о жизни до 1939 года приведены в автобиографии П. С. Рыбалко, написанной в 1939 году[4].
2. ↑  Поступил в инструктора под прозвищем «русский генерал китайской армии»[9].
3. ↑  Обычно за этим термином скрывалась разведывательная деятельность, проводившаяся нелегальным путём, либо обучение ей.